# Polystichum fuentesii
Polystichum fuentesii är en träjonväxtart som beskrevs av Espinosa. Polystichum fuentesii ingår i släktet Polystichum och familjen Dryopteridaceae. Inga underarter finns listade.